# Lapinjärvi (sjö i Kajanaland, lat 63,97, long 29,62)
Lapinjärvi är en sjö i Finland. Den ligger i kommunen Kuhmo i landskapet Kajanaland, i den centrala delen av landet, 500 km nordost om huvudstaden Helsingfors. Lapinjärvi ligger 205,3 meter över havet. I omgivningarna runt Lapinjärvi växer i huvudsak barrskog. Arean är 50,7 hektar och strandlinjen är 3,4 kilometer lång. Sjön  ingår i Uleälvens huvudavrinningsområde. 